# Hōnen Matsuri
Hōnen Matsuri (豊年祭? "Festival del raccolto") è la festa della fertilità, celebrata in Giappone, di cui è particolarmente rinomata quella svolta nel piccolo villaggio di Komaki, situato a 400 km da Tokyo.

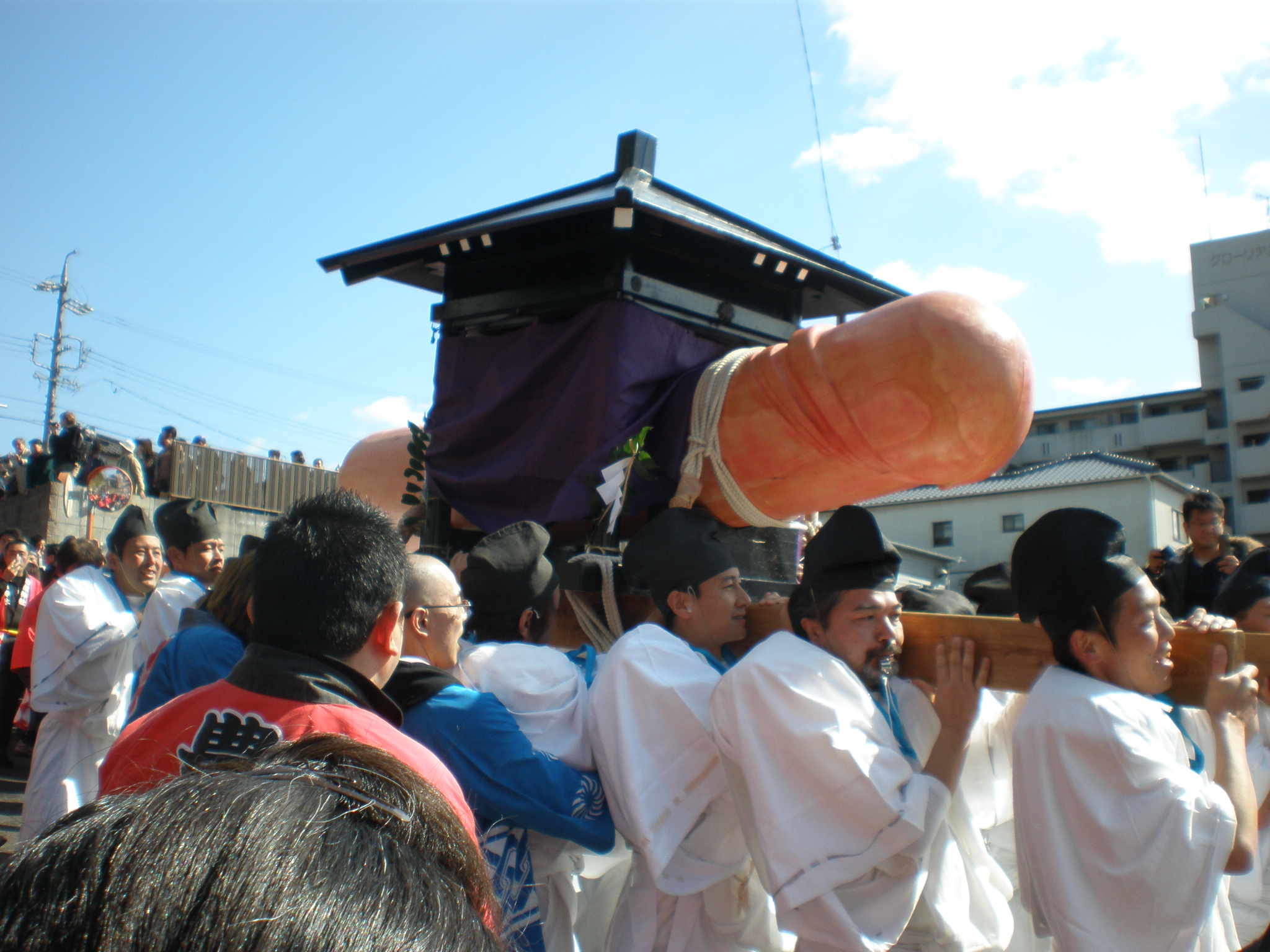
Hōnen Matsuri presso il santuario Tagata di Komaki, Aichi

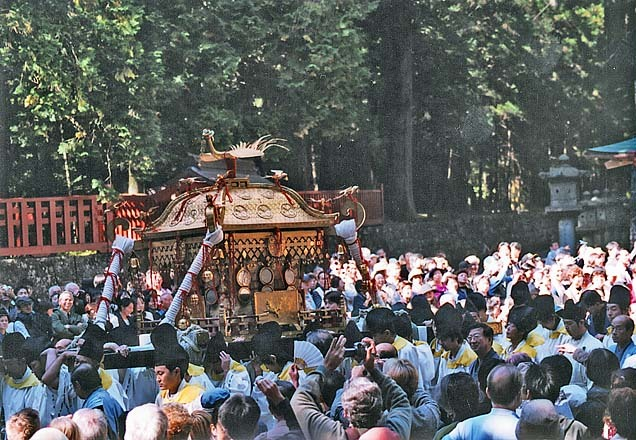
Processione del tempietto mikoshi

La festività cade il 15 marzo di ogni anno e si connota di processioni recanti enormi sculture falliche, del peso di 280 kg e di oltre 2 metri di dimensioni che assumono un valore benefico, privo di qualsiasi aspetto osceno.

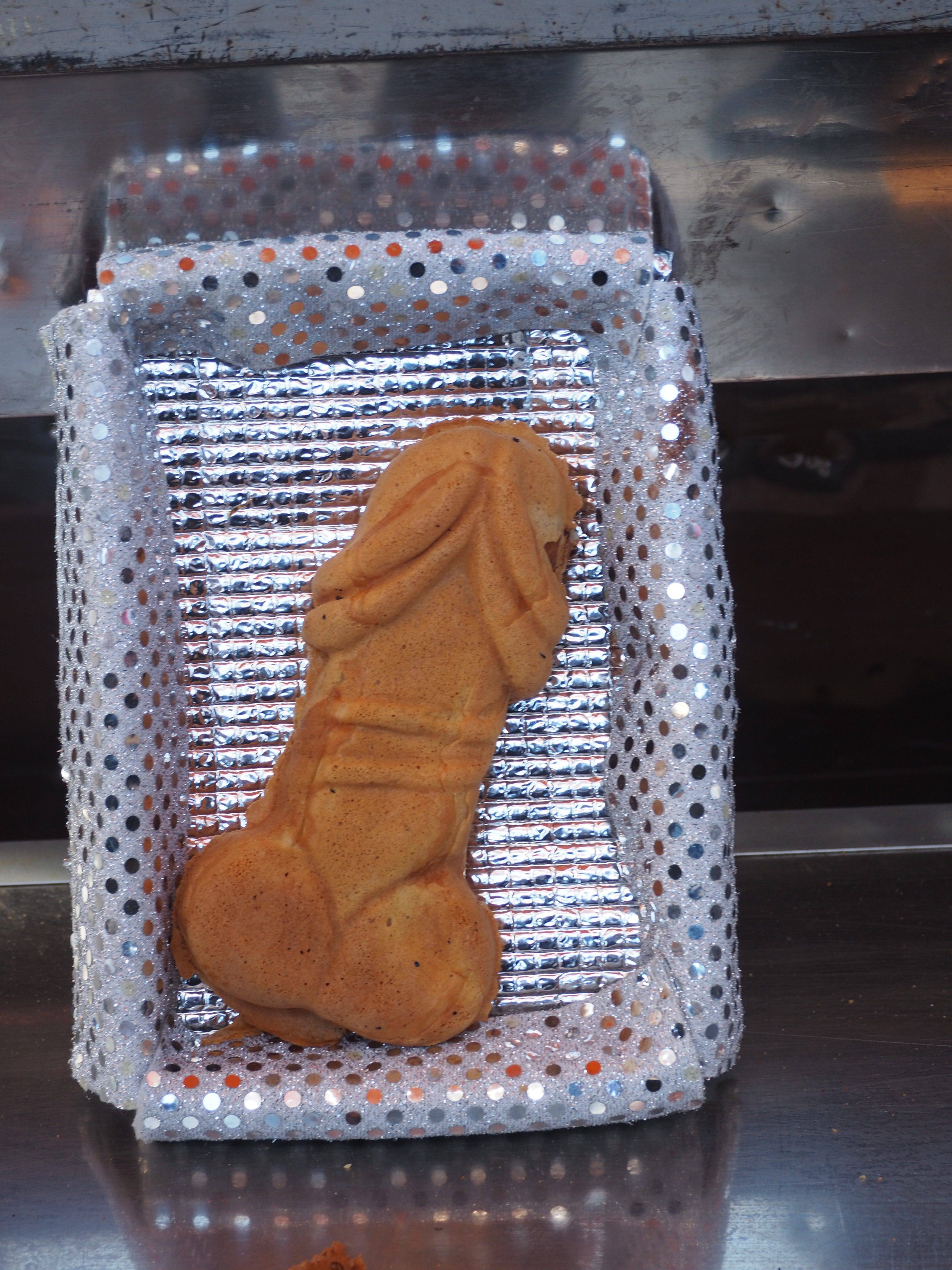
Dolce con forma fallica, alla celebrazione del Matsuri al tempio di Tagata

Il festival inizia alle ore 10:00 del mattino con una vendita di cibi e souvenir, allietata da una immancabile distribuzione di sakè. Alle 14:00 inizia la processione che prevede il trasporto a spalla del tempietto dopo l'officiazione delle preghiere Shintoiste.